# Селиванова-Городкова, Елена Александровна
Елена Александровна Селиванова-Городкова (урождённая Селиванова; 1902—1965) — советский ботаник. Научные интересы: ботаническая география, лекарственные растения, геоботаника. Младший научный сотрудник Ботанического института АН СССР.
Сокращение автора таксона: Seliv.-Gor. ID в базе IPNI: 31406-1
Супруга Б. Н. Городкова, мать К. Б. Городкова.

## Биография
В 1925 году закончила Ленинградский государственный университет. Среди учителей: Буш, Николай Адольфович
В 1927 году участвовала в Северо-Двинской экспедиции, в 1928—1929 году собирала материал у села Бакуриани на Кавказе. В 1929 году участвовала в экспедиции по Дальнему Востоку.
В 1929 году вышла замуж за Бориса Николаевича Городкова, ботаника.
В 1930 году с супругом проводили геоботанические исследования в зерносовхозах Поволжья.
С 1931 по	1934 году работала в альма-матер. На биологическом факультете ЛГУ — ассистент	кафедра географии растений, затем — старший преподаватель.
14 июня 1932 года родился сын Кирилл.
В 1937 году принимала участие в экспедиции на Кольском полуострове.
В 1936 году принята во Всесоюзное Ботаническое общество.
С 1941 по 1944 года семью эвакуировали из блокадного Ленинграда на стационар Академии наук СССР «Борок» в Ярославской области.
В 1945, 1946 и 1948 годах обследовала территорию Башкирского государственного заповедника.

### Научные достижения
Одна из изобретателей способа получения подофиллина.
Обнаружила ареал Andreaea rupestris Hedw на территории Башкирии (Селиванова-Городкова Е. А. Виды мхов и печеночников, новые для Урала, и особенности их распространения // Ботанический журнал. 1956 а. Т.41, № 2. С.242-247).
Один из основных авторов дендрологической энциклопедии «Деревья и кустарники СССР» (5 и 6 тома).

### Основные труды
Сем. Хвощевые — Equisetaceae L. C. Rich // Флора Мурманской области. М.; Л.: АН СССР, 1953. Вып. I. С. 59-74.
Материалы к изучению бриофлоры Южного Урала // Труды Ботанического института АН СССР. Сер. 2, Споровые растения. 1956. Вып. 11. С. 333—345.
Виды мхов и печеночников, новые для Урала, и особенности их распространения // Ботанический журнал. 1956. Т. 41, № 2. С 242—247.
Мхи района бывшего Башкирского заповедника // Труды Ботанического института АН СССР. Сер. 2, Споровые растения. 1956. Вып. 11. С. 347—388 (в соавторстве с Р. Н. Шляковым).
Флора Мурманской области. 1954. Вып. 2. 290 с. (составитель, совместно с Н. И. Орловой и О. И. Кузеневой)
Черемуха и её биологические особенности // Ботанический журнал. 1957. Т. 42, № 8. С.1258.
Эпифитные лишайники как дополнительный корм для диких копытных на Южном Урале // Труды Института биологии УФ АН СССР. 1965. Вып. 42. C. 113—120.